# Confessions of a Queen
Confessions of a Queen is een Amerikaanse dramafilm uit 1925 onder regie van Victor Sjöström. De film is deels verloren gegaan.

## Verhaal
Koningin Frederika van Illyris is kwaad, wanneer ze erachter komt dat haar man een maîtresse heeft. Ze richt zich tot prins Alexei voor steun. Er breekt een revolutie uit in Illyris en de koning wil aftreden, maar Frederika wil de kroon behouden in het belang van haar zoon.

## Rolverdeling
| Acteur            | Personage               |
| ----------------- | ----------------------- |
| Alice Terry       | Koningin Frederika      |
| Lewis Stone       | Koning                  |
| John Bowers       | Prins Alexei            |
| Eugenie Besserer  | Elanora                 |
| Helena D'Algy     | Sephora                 |
| Frankie Darro     | Prins Zara              |
| Joseph J. Dowling | Hertog van Rosen        |
| George Beranger   | Lewin                   |
| Bert Sprotte      | Revolutionaire leider   |
| Wilbur Higby      | Revolutionaire officier |
| Otto Hoffman      | Lakei                   |
| Frances Hatton    | Meid                    |
| James McElhern    | Lakei                   |